# Brzozówek
Brzozówek [bʐɔˈzuvɛk] est un village polonais de la gmina de Iłów dans le powiat de Sochaczew et dans la voïvodie de Mazovie.
Il se situe à environ 7 kilomètres au sud d'Iłów, à 16 kilomètres à l'ouest de Sochaczew et à 67 kilomètres à l'ouest de Varsovie.